# Im Dong-hyun
Im Dong-hyun (hangul: 임동현, hancha: 林東賢, ur. 12 maja 1986 w Chungju) – koreański łucznik, dwukrotny mistrz olimpijski, dziesięciokrotny medalista mistrzostw świata. Startuje w konkurencji łuków klasycznych.
Największym jego osiągnięciem jest zdobycie dwukrotnie złotego medalu olimpijskiego w konkurencji drużynowej (2004, 2008) oraz złoty medal mistrzostw świata w Lipsku (2007) w konkurencji indywidualnej oraz drużynowej. Podczas igrzysk olimpijskich w Londynie zdobył brązowy medal drużynowo.
W latach 2002–2010 zdobył cztery medale igrzysk azjatyckich (Pusan, Doha, Kanton). W 2011 roku zaś otrzymał złoty medal letniej uniwersjady w indywidualnej rywalizacji.